# Australiodes vestitus
Australiodes vestitus là một loài bọ cánh cứng trong họ Trogossitidae. Loài này được Broun miêu tả khoa học năm 1886.